# جزیره گنج (فیلم ۱۹۱۸)
جزیره گنج (انگلیسی: Treasure Island) یک فیلم به کارگردانی سیدنی فرانکلین است که در سال ۱۹۱۸ منتشر شد. از بازیگران آن می‌توان به ویرجینیا لی کوربین اشاره کرد.